# El Tijera
El Tijera es un corregimiento del distrito de Ocú en la provincia de Herrera, República de Panamá. La población tiene 588 habitantes (2010).